# Rezerwat przyrody Broduszurki

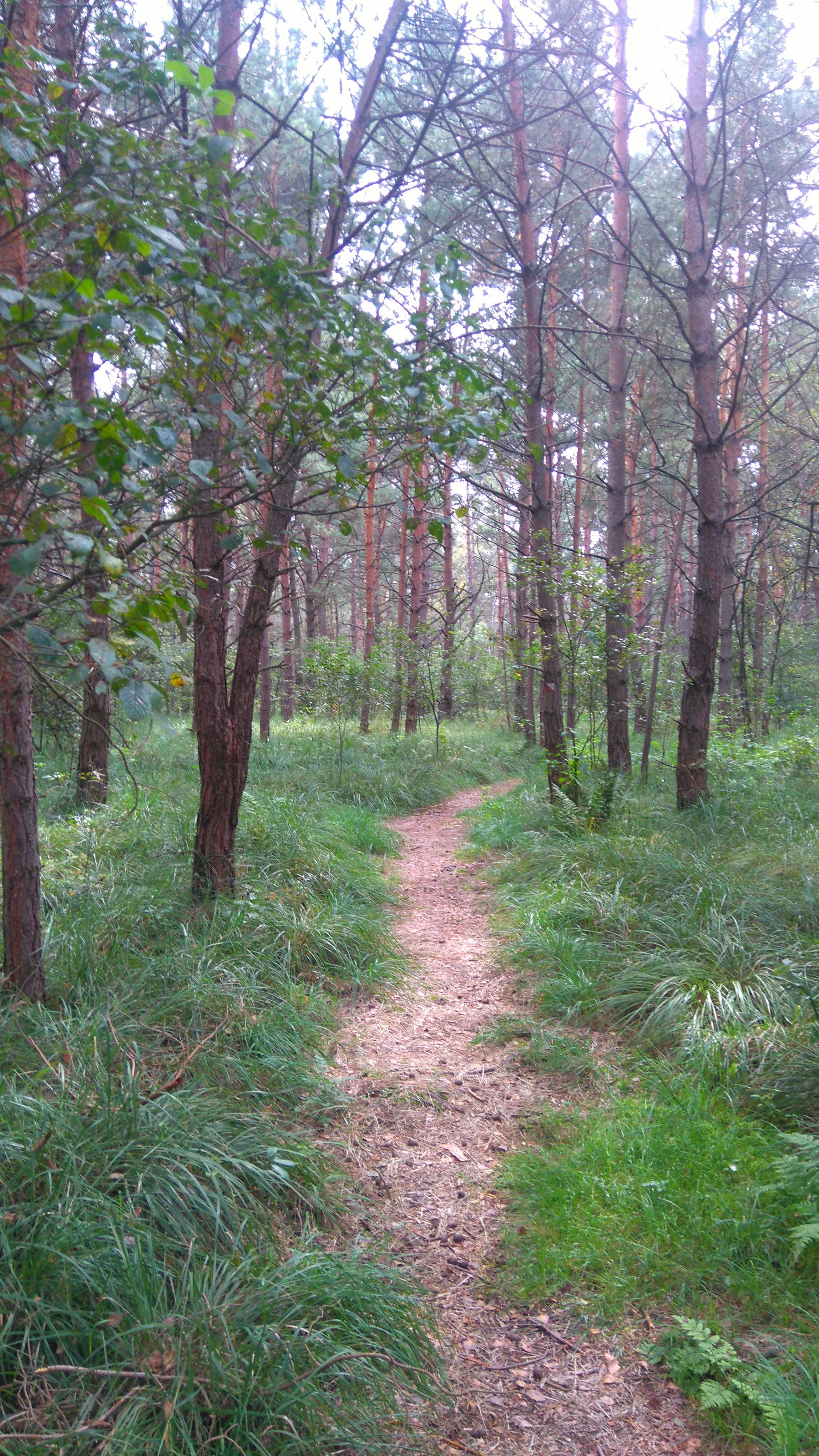
Ścieżka dydaktyczno-przyrodnicza „Winne-Podbukowina”.

Rezerwat przyrody Broduszurki – rezerwat torfowiskowy położony na terenie powiatu przemyskiego, w gminie Dubiecko.
Obszar chroniony utworzony został w 1996 r. celem zachowania ze względów naukowych, dydaktycznych i krajobrazowych dobrze wykształconych zbiorowisk torfowiskowych z dużą liczbą roślin chronionych. Rezerwat położony jest w granicach Parku Krajobrazowego Pogórza Przemyskiego i ostoi ptasiej Natura 2000 „Pogórze Przemyskie”.

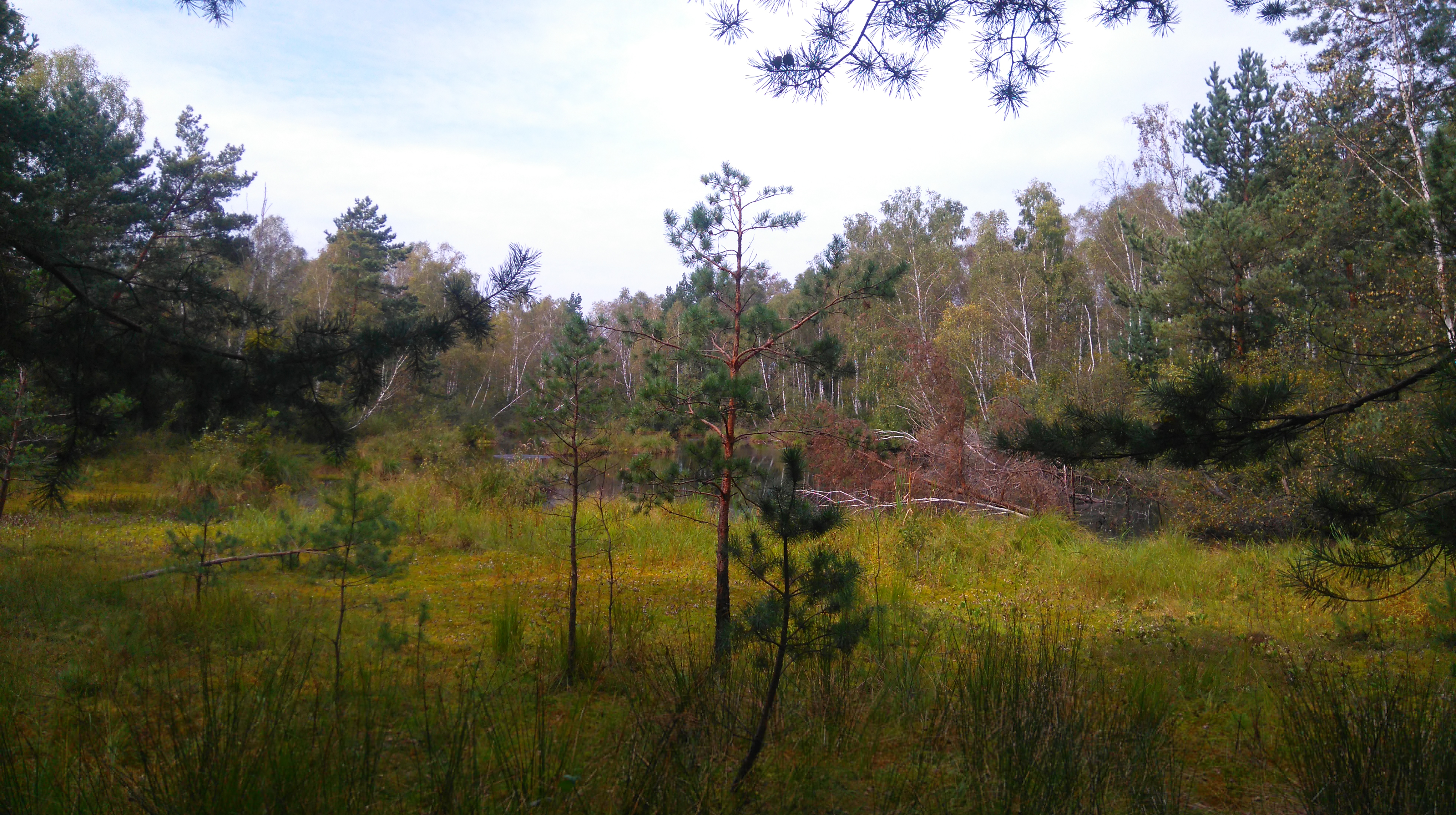
Zarastające jezioro w miejscu, gdzie dawniej wybierano torf.

Rezerwat obejmuje 25,91 ha torfowiska położonego pomiędzy miejscowościami Przedmieście Dubieckie i Winne-Podbukowina. Na terenie chronionym znajduje się torfowisko wysokie i przejściowe, doły potorfowe, oraz otaczające je łąki i lasy. Flora rezerwatu tworzy zespół pła mszarnego, mszaru wysokotorfowiskowego, boru bagiennego oraz łąk trzęślicowych.
Spis flory terenu rezerwatu obejmuje szereg rzadkich gatunków bagiennych, w tym chronioną rosiczkę okrągłolistną i pływacza zwyczajnego. Inne gatunki odnotowane na terenie rezerwatu to m.in. nerecznica samcza, skrzyp błotny, żurawina błotna, rzęśl drobna, rzęśl trójrowkowa, gwiazdnica błotna, tojeść bukietowa, wełnianka wąskolistna.
Fauna rezerwatu obejmuje m.in. rzadkie gatunki kaczek – cyrankę i cyraneczkę. Występują tu też chronione płazy i gady.
W rezerwacie urządzono ścieżkę dydaktyczno-przyrodniczą „Winne-Podbukowina”.